# M.A.Z.E
Singles de Kumi Kōda
Love across the ocean
(2002) Real Emotion / 1000 no Kotoba
(2003)
M.A.Z.E est le 6e single de Kumi Kōda sorti sous le label Rhythm Zone le 11 décembre 2002 au Japon. Il atteint la 25e place du classement de l'Oricon. Il se vend à 7 713 exemplaires la première semaine, et reste classé pendant 5 semaines, pour un total de 12 816 exemplaires vendus.
M.A.Z.E a été utilisé comme thème musical pour le drama Psycho Doctor. One et M.A.Z.E se trouvent sur l'album Grow into One; M.A.Z.E se trouve également sur la compilation Best: First Things.

## Liste des titres
| 1. | M.A.Z.E             | Kenn Kato       | Hiro Yamaguchi & 813 | 4:05 |
| 2. | One feat.Lisa       | Kumi Kōda, Lisa | Lisa                 | 3:31 |
| 3. | M.A.Z.E (L12 remix) |                 | L12                  | 4:06 |